# Anthaxia ulmi
Anthaxia ulmi – gatunek chrząszcza z rodziny bogatkowatych i podrodziny Buprestinae.

## Taksonomia
Gatunek ten opisany został w 2005 roku przez Svatopluka Bílego. W obrębie rodzaju kwietniczek umieszczany jest we wprowadzonej w 1917  roku przez Jana Obenbergera "Anthaxia manca species group" – palearktycznej grupie spokrewnionych gatunków, do której należą również: A. brodskyi, A. cupressi, A. hackeri, A. intermedia, A. magnifica, A. manca, A. senicula, A. simandli.

## Morfologia
Chrząszcz o ciele długości od 9,3 do 11 mm i szerokości od 2,9 do 3,1 mm, pokrojem i ubarwieniem zbliżony do A. deaurata. Stosunkowo mała głowa ma niemal płaskie, czarne, długo i biało owłosione czoło, płaskie ciemię złocisto czerwonej barwy i duże oczy nerkowatego kształtu. Rzeźba głowy obejmuje wielokątne komórki z ostrymi ziarenkami pośrodku. Czarne, długie, sięgające prawie do tylnych kątów przedplecza czułki mają gruszkowaty człon nasadowy, trójkątny człon trzeci, ostro piłkowane człony od czwartego do dziesiątego i trapezowaty do owalnego człon ostatni. Dwukrotnie szersze niż dłuższe przedplecze ma przednią krawędź głęboko dwufalistą, krawędzie boczne równomiernie zaokrąglone, a krawędź tylną niemal prostą. Ubarwienie przedplecza jest złotoczerwone z ciemnymi kątami przednimi i parą podłużnych plam na dysku, niedochodzących do jego brzegu przedniego ani tylnego. Rzeźba przedplecza obejmuje owalne i wielokątne komórki z dużymi ziarenkami pośrodku. Drobna, pięciokątna, czarna tarczka jest wypukła i delikatnie mikrorzeźbiona. Pokrywy są dłuższe i smuklejsze niż u innych przedstawicieli grupy gatunkowej manca, 2,3 raza dłuższe niż szerokie, wyraźnie klinowate z nabrzmiałymi barkami i głębokimi, poprzecznymi wciskami od barków do tarczki. Ubarwienie pokryw jest czarne z fioletowymi brzegami bocznymi i nasadowym oraz złocistozieloną przednią połową. Tylna połowa krawędzi bocznych pokryw jest ostro piłkowana. Rzeźba pokryw jest gęsta i gruboziarnista. Spód ciała jest błyszczący, ciemnozłocisto-fioletowy, grubo punktowany i biało owłosiony. Odnóża są czarne, porośnięte długimi, sterczącymi, białymi włoskami. U samców tylna para goleni jest powiększona i spłaszczona, co jest cechą unikalną na tle grupy gatunkowej manca. Genitalia samca charakteryzują się długim, smukłym edeagusem o tępym wierzchołku płata środkowego.

## Ekologia i występowanie
Larwy są ksylofagami. Przechodzą rozwój w wiązach.
Owad endemiczny dla Chin, znany tylko z prowincji Shanxi. Miejscem typowym jest Yongji w górach Zhongtiaoshan.